# Y-12 (航空機)

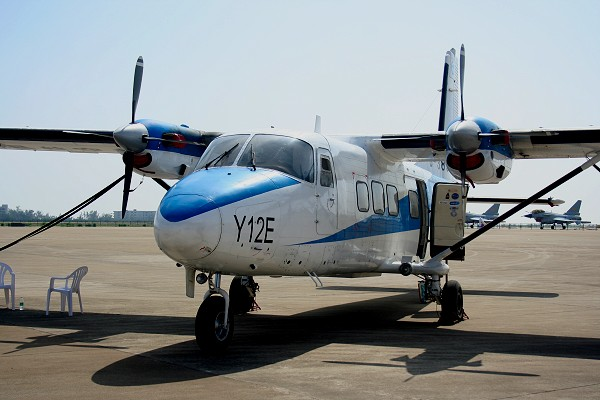
Y12E

Y-12 （中国語:运-12 pinyin: Yun-12、英語：Harbin Yunshuji Y12）とは、中華人民共和国（中国）が生産する高翼双発の多用途ターボプロップ輸送機である。製造は黒竜江省のハルビンにあるハルビン飛機工業集団（HAMC）。

## 開発
中国が開発したY-11レシプロ双発輸送機の拡大改良型であり、原型機は1984年8月16日に初飛行し、12月には中国政府から型式証明を受領した。

## 設計
体はY-11と同じく、高翼配置の主翼を持つ機体で、エンジン、機体ともデ・ハビランド・カナダ DHC-6に極めて類似している。主翼は半片持ち式のため、支柱により支えられている。胴体断面は箱形で乗客数はY-11が7名であったものが大型化されたことで17名へと増加した。また乗客のかわりに1,700-1,900kgの貨物を搭載することもできる。脚は引き込み式に改良された。
エンジンはターボプロップエンジンに換装され、アメリカ製のプラット・アンド・ホイットニーカナダ PT6A-27を装着している。初期型は500軸馬力であったが、後期型は680軸馬力に出力が向上している。

## 運用
2016年にはアメリカ連邦航空局（FAA）からも型式証明を受領し、米露を含む30ヶ国以上で運用されている。様々な派生型が開発されており既に120機以上が生産され、中国国内以外にも南太平洋諸国などでコミューター路線に就航しているほか、軍隊で軽輸送機として導入されている。

## 諸元 (Y12-II)
- 乗員：2名
- 乗客：17名（最大19名）[1]
- 機体長：14.86m[1]
- 翼幅：17.235m[1]
- 機体高：5.675m[1]
- エンジン：プラット・アンド・ホイットニーカナダ PT6A-27(620馬力)双発[1]
- 最高速度：292 km/h[1]
- 航続距離：1,037 km[1]
- 営業高度：7,000　m

## 運用者

### 軍事用使用国
- 中国
- エリトリア
- ジブチ - 2016年7月に2機を受領[2]。2024年時点で、ジブチ空軍が2機のY-12Eを保有[3]。
- イラン
- ケニア
- モンゴル
- ミャンマー
- パラグアイ
- パキスタン - 2023年時点で、パキスタン空軍が2機のY-12(II)を保有[4]。
- ペルー
- スリランカ
- タンザニア - 2024年時点で、タンザニア空軍が2機のY-12(II)を保有[5]。
- ザンビア

### 民間用使用国
- 中国：中国飛龍専業航空
- フィジー: Air Fiji
- キリバス: Air Kiribati
- ラオス: Lao Airlines
- トンガ: Airlines Tonga
- モンゴル：MIAT　モンゴル国営航空